# 悲観的並行性制御
悲観的並行性制御（ひかんてきへいこうせいせいぎょ、pessimistic concurrency control）とは、並行性制御（ロック (情報工学)）の手段の種別の一種である。
悲観的ロックの概念である。

## 解説
他の処理と競合してはならないトランザクションにおいて、開始時に更新の抑止がされていないことを確認後（抑止されている場合は解除されるまで待機するか、エラーとして処理をあきらめる）他からの更新を抑止し（排他制御）、完了する際に抑止情報を解除する。
対照的に楽観的並行性制御がある。